# Оларі (Горж)
Оларі (рум. Olari) — село у повіті Горж в Румунії. Входить до складу комуни Плопшору.
Село розташоване на відстані 222 км на захід від Бухареста, 25 км на південь від Тиргу-Жіу, 65 км на північний захід від Крайови.

## Населення
За даними перепису населення 2002 року у селі проживала 931 особа, усі — румуни. Усі жителі села рідною мовою назвали румунську.